# Пиш, Лешек
Лешек Пиш (род. 18 декабря 1966 года в Дембице) — польский футболист, игрок сборной Польши, большую часть карьеры провёл в варшавской «Легии».

## Биография
Пиш является воспитанником «Вислока Дембица», где играл вместе с братом Мечиславом. Затем он перешёл в «Иглупол», а оттуда перебрался в столичную «Легию». За время четырёхлетнего пребывания в Варшаве он играл ведущую роль в команде. Однако после проигрыша «Леху» со счётом 1:3 в матче за Суперкубок Польши Пиш вместе с Дариушом Чикером был уличён в распитии спиртного. После окончания сезона Пишу пришлось перейти в «Мотор Люблин». Он провёл хороший сезон, однако команда из Люблина вылетела из высшей лиги. Затем он вернулся в столицу, где ещё четыре года отыграл в «Легии», будучи важной фигурой в команде.
Пиш сделал вклад в исторический выход польской команды в групповой этап Лиги чемпионов, забив на выезде в ответном матче со шведским «Гётеборгом», «Легия» выиграла со счётом 2:1 (3:1 по сумме двух матчей). Примечательно, что Пиш забил гол головой, хотя был самым низким игроком на поле. В первом матче группового этапа с чемпионом Норвегии «Русенборгом» он забил два гола, а «Легия» победила со счётом 3:1. В сезоне 1995/96 в общей сложности он сыграл десять матчей в Лиге чемпионов и забил три гола.
В составе столичной «Легии» он провёл в Экстраклассе девять сезонов (1986—1991 и 1993—1996), сыграл 221 матч, забив 45 голов. Запомнился болельщикам как хороший исполнитель штрафных ударов. Стал первым игроком польского клуба, который забил два гола в матче Лиги чемпионов. Является членом Галереи славы «Легии».
Хорошая игра в четвертьфинале Лиги чемпионов с чемпионом Греции «Панатинаикосом» привлекла к футболисту внимание местных клубов. В течение следующих четырёх лет он выступал в Греции: за ПАОК, «Кавалу» и «Панилиакос».
После возвращения в Польшу выступал в «Шлёнске», куда его привёл тренер Януш Вуйчик, который знал Пиша по работе в «Легии».
В сборной Польши провёл 14 матчей (девять — как игрок «Легии» и пять — как игрок «Мотора»).
После завершения карьеры вернулся в родную Дембицу, тренировал молодёжь и работал клубным скаутом.